# Cantone di Villefranche-de-Lauragais
Il Cantone di Villefranche-de-Lauragais era una divisione amministrativa dell'Arrondissement di Tolosa.
A seguito della riforma approvata con decreto del 13 febbraio 2014, che ha avuto attuazione dopo le elezioni dipartimentali del 2015, è stato soppresso.

## Composizione
Comprendeva 21 comuni:
- Avignonet-Lauragais
- Beauteville
- Cessales
- Folcarde
- Gardouch
- Lagarde
- Lux
- Mauremont
- Montclar-Lauragais
- Montesquieu-Lauragais
- Montgaillard-Lauragais
- Renneville
- Rieumajou
- Saint-Germier
- Saint-Rome
- Saint-Vincent
- Trébons-sur-la-Grasse
- Vallègue
- Vieillevigne
- Villefranche-de-Lauragais
- Villenouvelle